# Boris Andrijanič
Boris Andrijanič, slovenski farmacevt, gospodarstvenik in družbenopolitični delavec, * 8. december 1910, Novo mesto, † 19. december 1993, Novo mesto.

## Življenje in delo
Po diplomi 1935 iz farmacije na zagrebški univerzi se je zaposlil v novomeški lekarni. V narodnoosvobodilni borbi, kateri se je pridružil 1943, je sodeloval kot lekarniški referent 14. divizije in 7. korpusa, nato kot referent za nabavo sanitetnega materiala pri sanitetnem odseku Glavnega štaba NOV in POS. Na osvobojenem ozemlju je organiziral 3 lekarne, lekarno vojne bolnišnice v Zadru ter skladišči sanitetnega materiala v Zadru in Splitu. Po osvoboditvi je deloval v sanitetnem odseku Glavnega štaba v Trstu in Ljubljani ter na ministrstvu za zdravje Ljudske republike Slovenije. Po vojni je bil v letih 1946−1949 zaposlen v novomeški lekarni. Po njegovi zaslugi je laboratorij te lekarne prerasel v farmacevtsko podjetje Krka, katerega direktor je bil od 1954-1984. Pod njegovim vodstvom je Krka izoblikovala osnovni razvojni načrt, lastno surovinsko bazo, se uveljavila v državnem okolju in prodrla na tuje trge. Zaslužen je za razvoj kulture, turizma in športa ter zavarovanja kulturnih in zgodovinskih spomenikov Dolenjske. Za svoje delo je 1984 prejel Kraigherjevo nagrado in Minařikovo odličje.
Po njem se danes imenuje cesta v Novem mestu.